# Garth Hudson
Eric Garth Hudson (2. srpna 1937 – 21. ledna 2025) byl kanadský multiinstrumentalista. Oba jeho rodiče byli hudebníci. Jako klávesista, varhaník a saxofonista hrál se skupinou The Band, kterou spoluzaložil v roce 1965 a s přestávkami s ní hrál do roku 1999. Mimo skupinu The Band hrál například s Ronnie Hawkinsem, Dr. Johnem, Joni Mitchell, Paulem Butterfieldem, JJ Calem nebo Levonem Helmem.